# النادي الكويتي للسيارات والدراجات النارية
النادي الكويتي للسيارات والدراجات النارية هو ناد وطني كويتي للسيارات والدراجات النارية، كان من مؤسسي الاتحاد العربي للدراجات النارية، وشارك في أول بطولة عربية للدراجات النارية انتظمت بمصر في مايو 2009، وقد فاز بالمركز الثاني. يرأس النادي الشيخ أحمد الداود الصباح.